# تاتسويا إغوا
تاتسويا إغوا (باليابانية: 江川達也؛ بالكانا: えがわ たつや) هو كاتب سيناريو ورياضياتي ومانغاكا ومخرج ياباني، ولد في 8 مارس 1961 في تشيكوسا-كو في اليابان.

## اعماله
- غولدن بوي

## وصلات خارجية
- تاتسويا إغوا على موقع IMDb (الإنجليزية)
- تاتسويا إغوا على موقع ميوزك برينز (الإنجليزية)
- تاتسويا إغوا على موقع قاعدة بيانات الفيلم (الإنجليزية)
- تاتسويا إغوا على موقع كينوبويسك (الروسية)
- تاتسويا إغوا على موقع ANN person (الإنجليزية)